# Andreea Cacovean
Andreea Cacovean, née le 15 septembre 1978 à Turda (Roumanie), est une gymnaste artistique roumaine.

## Palmarès

### Championnats du monde
- Birmingham 1993
  -  médaille de bronze aux barres asymétriques

- Sabae 1995
  -  médaille d'or au concours par équipes